# هورس کیو (کنتاکی)
هورس کیو (به انگلیسی: Horse Cave) شهری در ایالت کنتاکی کشور ایالات متحده آمریکا است که جمعیت آن در سرشماری سال ۲۰۱۰ میلادی، ۲٬۳۱۱ نفر بوده‌است.